# 망각 탐정 시리즈
《망각 탐정 시리즈》(일본어: 忘却探偵シリーズ ぼうきゃくたんていシリーズ[*])는 2014년 10월에 출판된 《오키테가미 쿄코의 비망록》(일본어: 掟上今日子の備忘録 おきてがみきょうこのびぼうろく[*])을 시작으로 하는, 니시오 이신의 라이트 노벨 시리즈이다. 일러스트는 VOFAN.

## 개요
잠을 자면 기억이 리셋되는 〈망각 탐정〉 오키테가미 쿄코가, 의뢰인이 가지고 오는 사건을 대개 하루에 해결해 가는 추리 소설이다.

## 등장인물
오키테가미 쿄코
본 시리즈의 주인공. 탐정. 25세.
카쿠시다테 야쿠스케
25세.
콘도 후미후사
사쿠소샤 만화 잡지 편집부 편집장.

## 작품 목록
| 권 수 | 타이틀                     | 초판 발행 일자   | ISBN                   |
| ----- | -------------------------- | ---------------- | ---------------------- |
| 1     | 오키테가미 쿄코의 비망록   | 2014년 10월 14일 | ISBN 978-4-06-219202-6 |
| 2     | 오키테가미 쿄코의 추천문   | 2015년 4월 23일  | ISBN 978-4-06-219450-1 |
| 3     | 오키테가미 쿄코의 도전장   | 2015년 8월 19일  | ISBN 978-4-06-219712-0 |
| 4     | 오키테가미 쿄코의 유언서   | 2015년 10월 6일  | ISBN 978-4-06-219784-7 |
| 5     | 오키테가미 쿄코의 퇴직원   | 2015년 12월 17일 | ISBN 978-4-06-219906-3 |
| 6     | 오키테가미 쿄코의 혼인신고 | 2016년 5월 17일  | ISBN 978-4-06-220071-4 |

## 만화
《오키테가미 쿄코의 비망록》(일본어: 掟上今日子の備忘録 おきてがみきょうこのびぼうろく[*])의 타이틀로, 《월간 소년 매거진》에서 2015년 9월부터 연재 중이다. 작화 담당은 아사미 요.

### 서지 정보
- 니시오 이신 (원작)·VOFAN (캐릭터 원안)·아사미 요 (작화) 《오키테가미 쿄코의 비망록》 코단샤 〈KC 디럭스〉, 기간 3권 (2016년 8월 현재)
  1. 2015년 10월 16일 발매[1], ISBN 978-4-06-377343-9
  2. 2016년 4월 15일 발매[2], ISBN 978-4-06-377446-7
  3. 2016년 8월 17일 발매[3], ISBN 978-4-06-393024-5

## 텔레비전 드라마
《오키테가미 쿄코의 비망록》(일본어: 掟上今日子の備忘録 おきてがみきょうこのびぼうろく[*])의 타이틀로, 2015년 10월 10일부터 12월 12일까지 매주 토요일 21:00 ~ 21:54에, 닛폰 TV 계열의 〈토요드라마〉 시간대로 방송되었다. 주연은 아라가키 유이.

### 캐스트
- 오키테가미 쿄코 - 아라가키 유이
- 카쿠시다테 야쿠스케 - 오카다 마사키
- 키즈나이 호로 - 오이카와 미츠히로
- 나리카와 누루 - 아리오카 다이키 (Hey! Say! JUMP)
- 마쿠마 마쿠루 - 우치다 리오

### 스태프
- 각본 - 노기 아키코
- 연출 - 사토 토야, 시게야마 요시노리, 코무로 나오코
- 음악 - 사사노 메구미, 스에히로 켄이치로
- 주제가 - 니시노 카나 〈No.1〉 (SME Records)
- 오프닝 테마 - Goodbye holiday 〈넘쳐흐르는 것〉 (avex trax)
- 음악 프로듀스 - 시다 히로히데
- 협력 - NiTRo, 닛테레 아트, 닛폰 TV 음악
- 편성 - 키리타 요시노부
- 프로듀서 - 마츠모토 쿄코, 모리 마사히로
- 제작 협력 - AX-ON
- 제작 저작 - 닛폰 TV

### 방송 일자
| 각 화                                                      | 방송일           | 부제                                                                                   | 원작                     | 연출              | 시청률 |
| ---------------------------------------------------------- | ---------------- | -------------------------------------------------------------------------------------- | ------------------------ | ----------------- | ------ |
| 제1화                                                      | 2015년 10월 10일 | 내가 사랑한 백발의 미녀 탐정… 자면 기억을 잃으므로 어려운 사건도 하루에 해결해드립니다 | 오키테가미 쿄코의 비망록 | 사토 토야         | 12.9%  |
| 제2화                                                      | 10월 17일        | 망각 탐정에게 사랑의 덫… 수영 선수 살인의 범인은 쿄코 씨의 연인!?                      | 오키테가미 쿄코의 도전장 | 사토 토야         | 10.3%  |
| 제3화                                                      | 10월 24일        | 2억 엔의 명화가 찢어졌다!? 망각 탐정이 흑발 코스프레로 잠입 조사                       | 오키테가미 쿄코의 추천문 | 시게야마 요시노리 | 10.9%  |
| 제4화                                                      | 10월 31일        | 망각 탐정vs천재 37명 목숨 건 명추리… 기절시켜 추리를 빼앗아라!                         | 오키테가미 쿄코의 추천문 | 시게야마 요시노리 | 10.2%  |
| 제5화                                                      | 11월 7일         | 망각 탐정이 가을 절경 잠깐의 여행… 카루이자와에서 라이벌 형사와 추리 합전              | 오키테가미 쿄코의 비망록 | 사토 토야         | 8.8%   |
| 제6화                                                      | 11월 14일        | 명문 여학교에서 미소녀가 살인!? 세일러복의 망각 탐정에게 사랑의 예감                   | 오키테가미 쿄코의 유언서 | 코무로 나오코     | 7.6%   |
| 제7화                                                      | 11월 21일        | 나를 재우지 마! 망각 탐정이 비밀의 동거 천국과 지옥의 5일간                            | 오키테가미 쿄코의 비망록 | 사토 토야         | 9.3%   |
| 제8화                                                      | 11월 28일        | 망각 탐정의 정체는!? 과거 아는 수수께끼의 남자…밀실 불가능 살인                        | 오키테가미 쿄코의 도전장 | 시게야마 요시노리 | 7.2%   |
| 제9화                                                      | 12월 5일         | 데리러 왔어… 망각 탐정의 약혼자가 나타났다 당신은 누구                                 | 오키테가미 쿄코의 도전장 | 사토 토야         | 9.2%   |
| 최종화                                                     | 12월 12일        | 사랑하니까 영원히 안녕… 눈물의 결말 망각 탐정의 마지막 사랑                            | 드라마 오리지널          | 사토 토야         | 10.5%  |
| 평균 시청률 9.7% (시청률은 칸토 지구·비디오 리서치사 조사) |                  |                                                                                        |                          |                   |        |

- 첫회는 15분 확대.

| 닛폰 TV 계열 토요드라마                    | 닛폰 TV 계열 토요드라마                            | 닛폰 TV 계열 토요드라마               |
| 이전 작품                                  | 작품명                                             | 다음 작품                             |
| ------------------------------------------ | -------------------------------------------------- | ------------------------------------- |
| 명랑 개구리 뽕키치 (2015.7.11 ~ 2015.9.19) | 오키테가미 쿄코의 비망록 (2015.10.10 ~ 2015.12.12) | 괴도 야마네코 (2016.1.16 ~ 2016.3.19) |